# Rapšach
Rapšach település Csehországban, a Jindřichův Hradec-i járásban. Rapšach Halámky, Chlum u Třeboně, Staňkov, Nová Ves nad Lužnicí és Suchdol nad Lužnicí településekkel határos. Lakosainak száma 624 fő (2024. január 1.).

## Népesség
A település lakosságának változását az alábbi diagram mutatja:
| Lakosok száma | 2104 | 2746 | 2661 | 1471 | 655  | 550  | 562  | 635  | 643  | 624  |
|               | 1869 | 1890 | 1921 | 1950 | 1980 | 2001 | 2017 | 2019 | 2022 | 2024 |